# Centaurea pseudobovina
Centaurea pseudobovina — вид квіткових рослин родини айстрових (Asteraceae). Ендемік півночі Болгарії.